# Roland TB-303

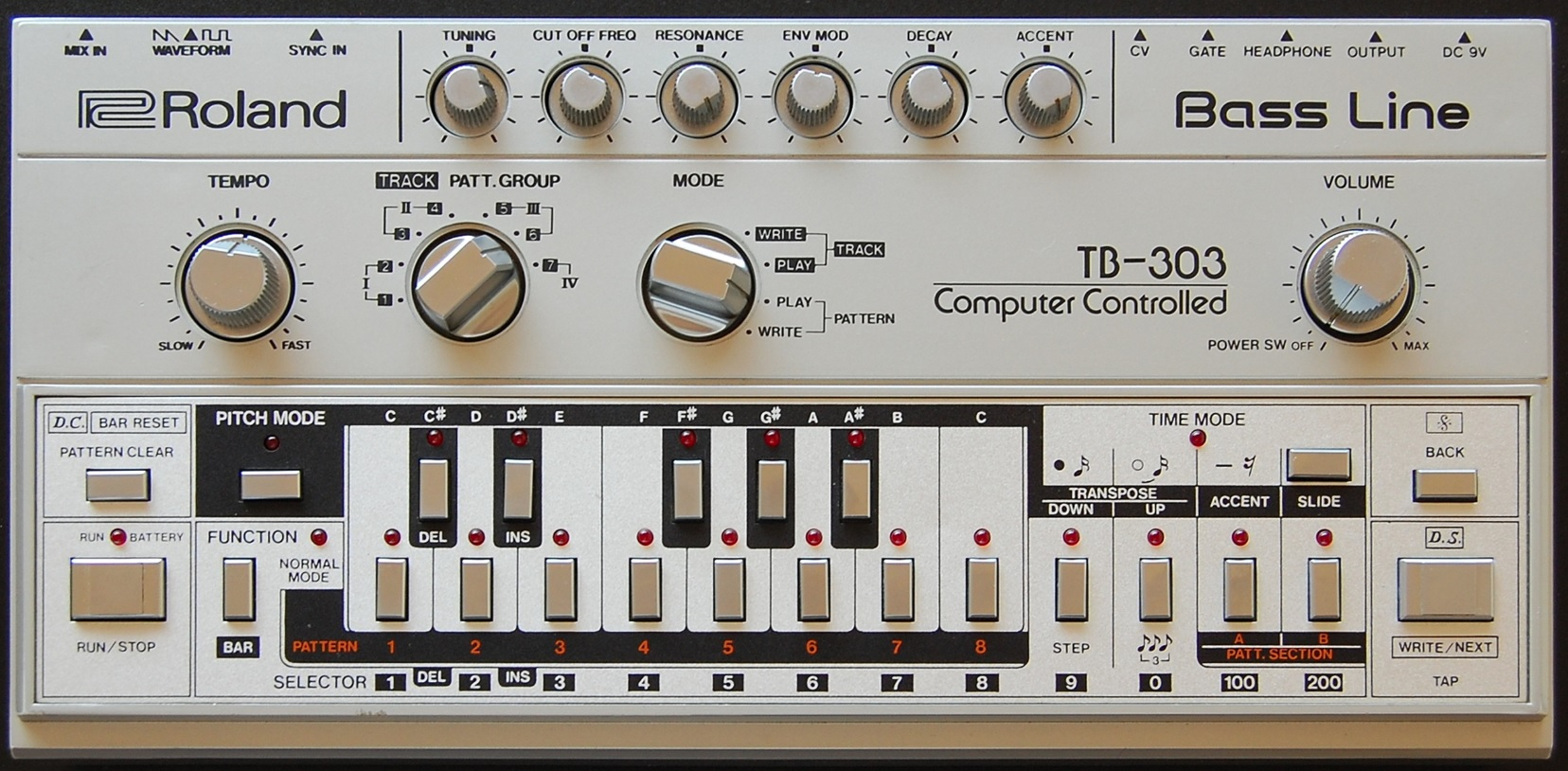
Roland TB-303

Roland TB-303 (TB av transistor bass) är Roland Corporations analogsynt/sequencer, konstruerad och tillverkad i början av 1980-talet som en mindre, billigare och mer lättarbetad version av sina storasyskon. TB-303 var tänkt att skapa basslingor till gitarrister som saknade basist. Synten blev en flopp, delvis på grund av de billiga filter som användes och som gav synten ett lätt distat ljud och den tillverkades bara i 20 000 exemplar. Under den senare halvan av 1980-talet upptäcktes den dock av musiker inom Chicagosynten, och den kom att användas i den nya musikstilen house. TB-303:an har sedan dess varit en klassiker, kanske en av de mest kända analogsyntarna genom tiderna, på grund av det lätt distade ljudet.
Under mitten av 1990-talet använde sig var och varannan kommersiell dance-artist av TB-303, kopior eller emuleringar av den, bland andra Antiloop. Andreas Tilliander med aliaset TM404 har gjort flera skivor där TB-303 är dominerande. Musikstilen acid house bygger nästan helt på trenolltrean.